# Голка

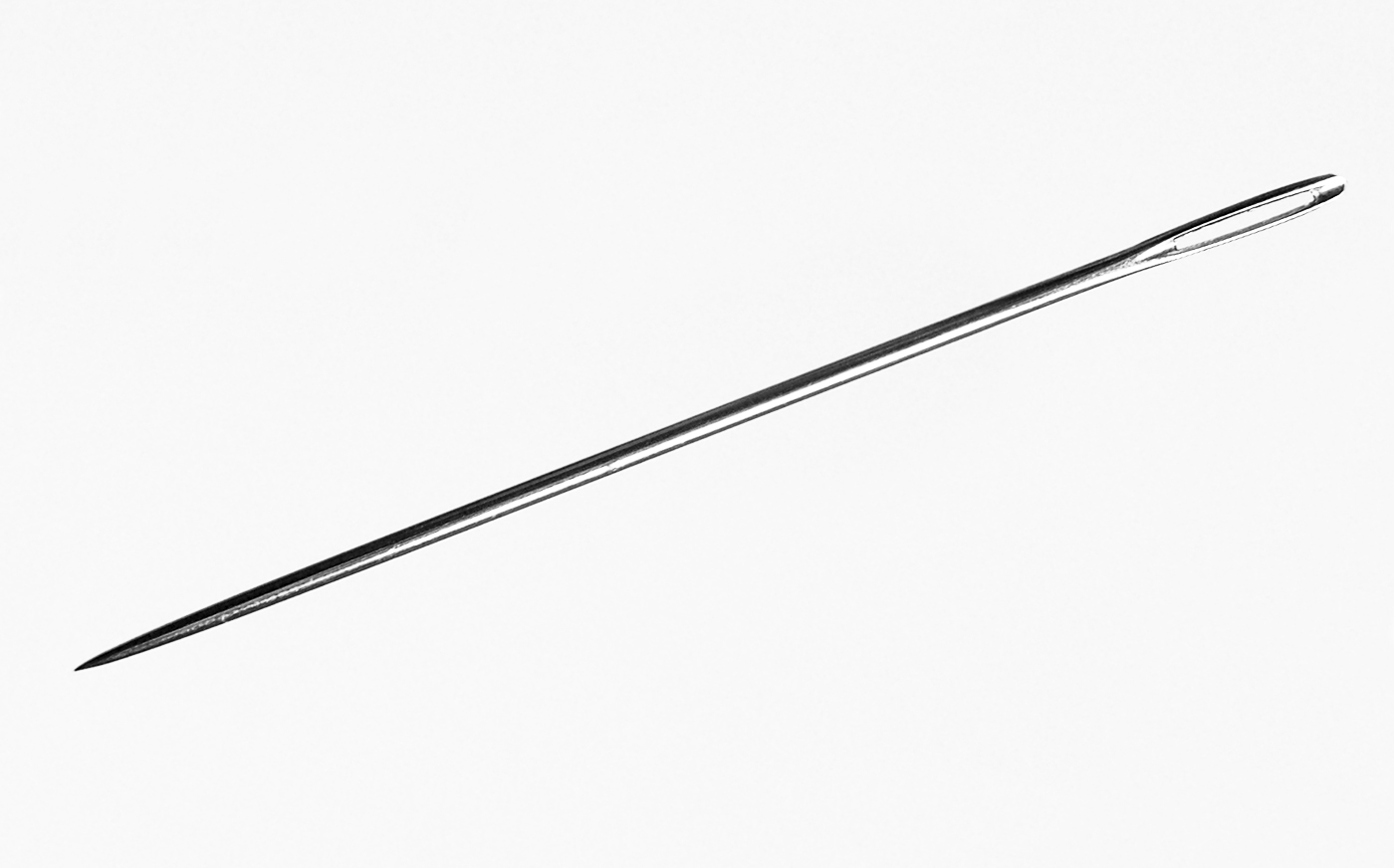
Швейна голка

Го́лка — довгий тонкий загострений інструмент з твердого матеріалу (раніше з кістки). Найвідомішими є швацькі голки з голковим вушком для нитки з одного боку. Використовується для руйнування або деформації об'єкта з метою здобуття яких-небудь нових властивостей об'єкта або його подолання. Унаслідок незначної площі вістря голки сила, прикладена уздовж голки, зосереджується на невеликій ділянці. Ця обставина дозволяє голкам протикати матеріал, твердість якого менша від твердості матеріалу голки. Голкою називаються також багато інших предметів, що мають подібну форму.

## Назва
Українське голка походить від прасл. *jьgъla, сучасна літературна форма виникла внаслідок додавання зменшувального суфікса -к- та аферези початкового /і/, /и/. У діалектах голка також відома як ігла́, игла́, ігва́, іго́вка. Товсту голку називали «циганською» чи просто «циганкою», голку без нитки — «голою голкою», голку без вушка — протіром. Ремісників, які виготовляли голки, називали голкаря́ми.

## Історія
Людина винайшла голку задовго до відкриття металу. Спершу її виготовляли з риб'ячих кісток, проколюючи дірку у тупому кінці кістки. Знайдені давні голки були зроблені з кісток птахів, колючок дерев та кущів. Такими голками первісна людина шила собі одяг зі шкіри тварин. Металеві голки з'явилися з початком епохи металів. З доби раннього заліза вони набувають широкого поширення, і вже на початок нашої ери практично витісняють кістяні аналоги. Цей простий предмет стійко увійшов у побут, став справжнім символом працьовитості. «Голкою та бороною село стоїть», — казали в давнину. Зараз їх виготовляють зі спеціальної сталі; випускається понад 25 видів голок для шиття. Назви їхні говорять самі за себе: швейні, вишивальні, шорні, кушнірські, мішкові, парусні, хірургічні тощо.

## Види голок

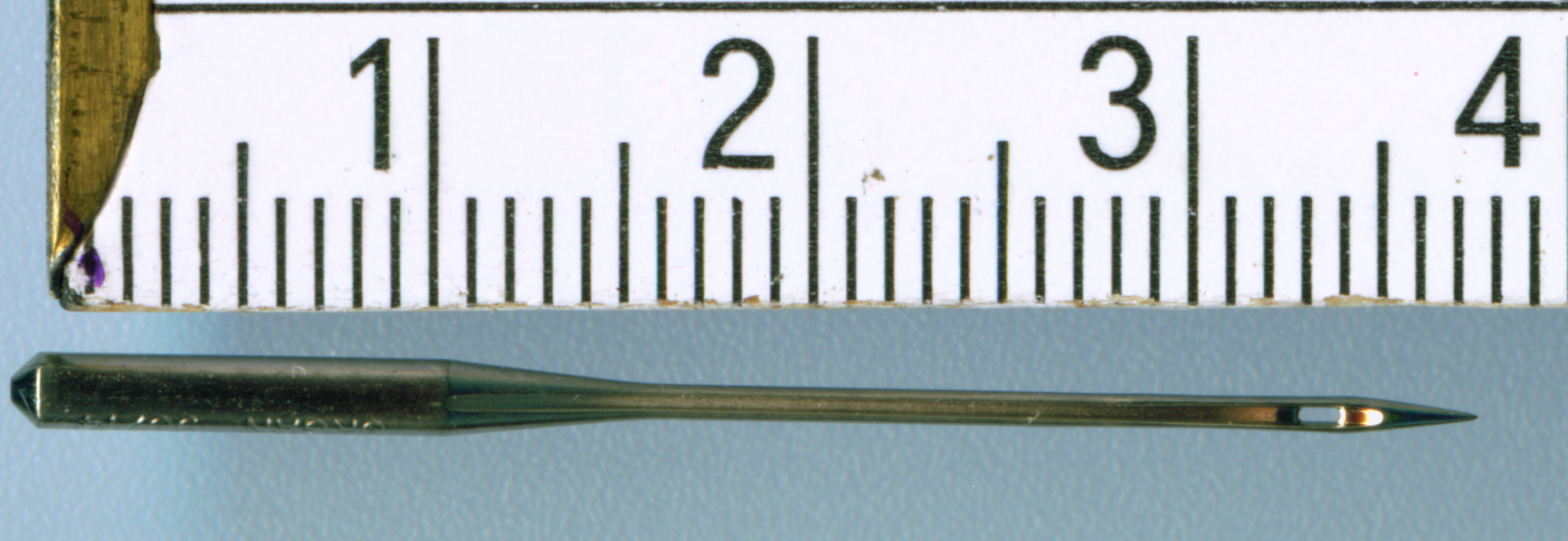
Голка для швейної машинки

За призначенням голки поділяють на:

### Швацькі голки
Швацька голка — тонкий металевий стрижень з гострим кінцем і вушком, у яке всилюється нитка для шиття.
Вони в свою чергу розділяються на ручні та машинні. До ручних можна віднести стандартні голки з вушком для нитки, вишивальні, лимарські, вітрильні. Машинні голки використовуються у швацьких машинах. Швацькі голки бувають різні за розміром і формою. При роботі вибирається розмір голки, відповідний структурі матеріалу і вигляду ниток. Номер голки зазвичай пишеться в сотих долях міліметра (70, 90, 120); чим більший номер, тим товстіша голка. Існують голки з гладким вістрям — для розсовування з мінімальним пошкодженням ниток тканинних матеріалів, і голки з гострими кромками — для прошивки шкіри, гуми, нетканинних матеріалів тощо, голки із закругленим кінцем — для в'язаних полотен, трикотажу.
Для зберігання голок у порядку й запобігання їх загубленню використовують футляр чи подушечку — голківницю.

### Медичні голки

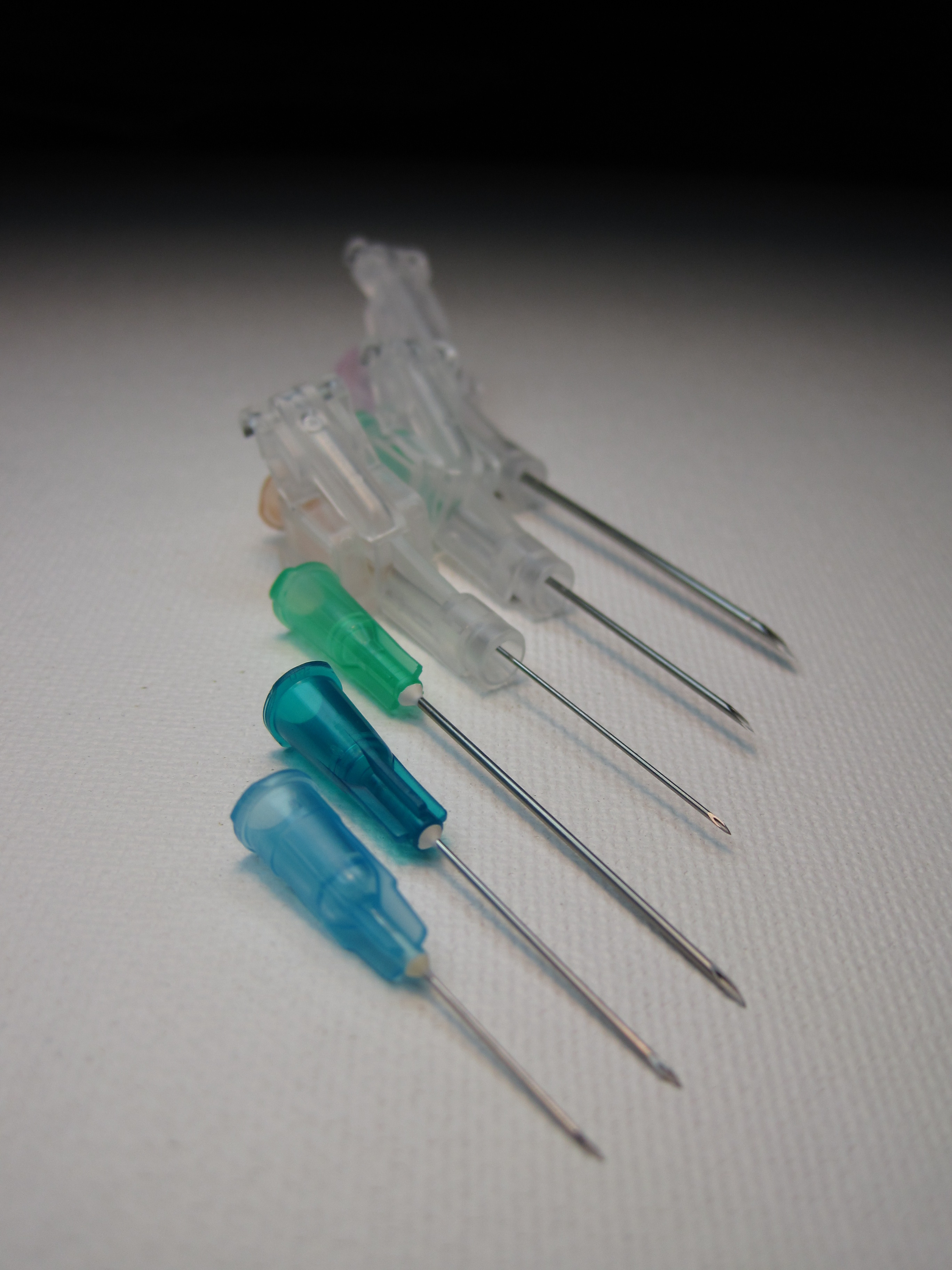
Підшкірні ін'єкційні голки

Характерна властивість цих голок — стерильність. Ін'єкційні та пункційні голки часто застосовуються з шприцами
- Ін'єкційні голки — призначені для введення рідких речовин (ін'єкцій), у тому числі й «крапельницями»
- Пункційні голки — призначені для забору рідини з порожнин, органів чи утворів.
- Хірургічні голки — для зшивання біологічних тканин.
- Скарифікатор — специфічна голка для проколу мягких тканин

### Дерев'яні голки
Дерев'яні голки (глиці) використовувалися для нанизування листя капусти, тютюну і т. ін., плетіння сітей, килимів.

### Інші технічні
До них належать голки клапанів, голки розпилювачів, звукознімальні голки тощо.
- Голка клапана — елемент гольчастого клапана
- Звукознімальна голка — елемент звукознімача

## Голки природного походження
Найчастіше використовуються живими істотами (тваринами, рослинами, бактеріями тощо) для захисту від зовнішніх ворогів, мінімізації втрат або з метою з'єднання з якою-небудь поверхнею (наприклад, їжаки, їжатці та голкошерсти захищені голками, також голками захищені рослини — акація, кактуси та інші). Деякі мікроорганізми також мають голки, завдяки яким можуть «чіплятися» за поверхню і утримуватися на ній.

## Інше
- Голечниця — частина механізму в'язальної машини, де закріплюються в'язальні голки.

## У культурі
Через своє гостре вістря голка використовувалася як оберіг проти нечистої сили: приміром, у шлюбній обрядності голки втикали в свиту молодого, коли заводили його до хати. Голки також використовувалися для ворожіння.
Голка, з одного боку, символізує провідництво («Куди голка, туди нитка»), з другого — гостре неприємне слово («Голки заганяти»).

### Прислів'я, мовні звороти
- Місячно, хоч голки збирай[8]
- Сидіти як на голках — нервувати, нетерпеливитися
- Голки заганяти — в'їдливо, дошкульно говорити
- Шукати голку в сіні — шукати те, що неможливо знайти
- Як з голки (як з голочки) — про новий, тільки що пошитий одяг (також про щось нове взагалі)

## Галерея

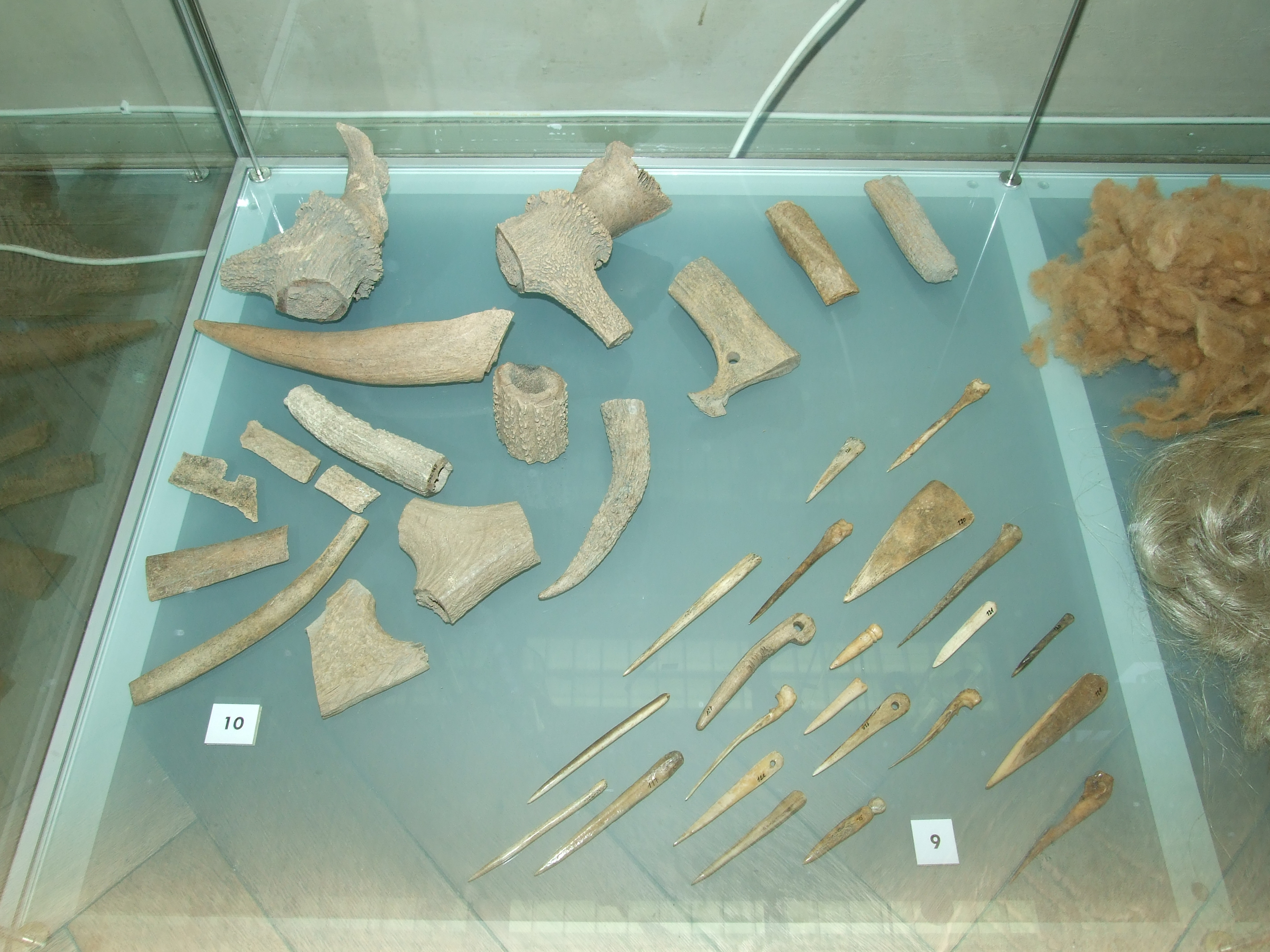
Голки і кістяні вироби доісторичного періоду, Національний музей, Прага.

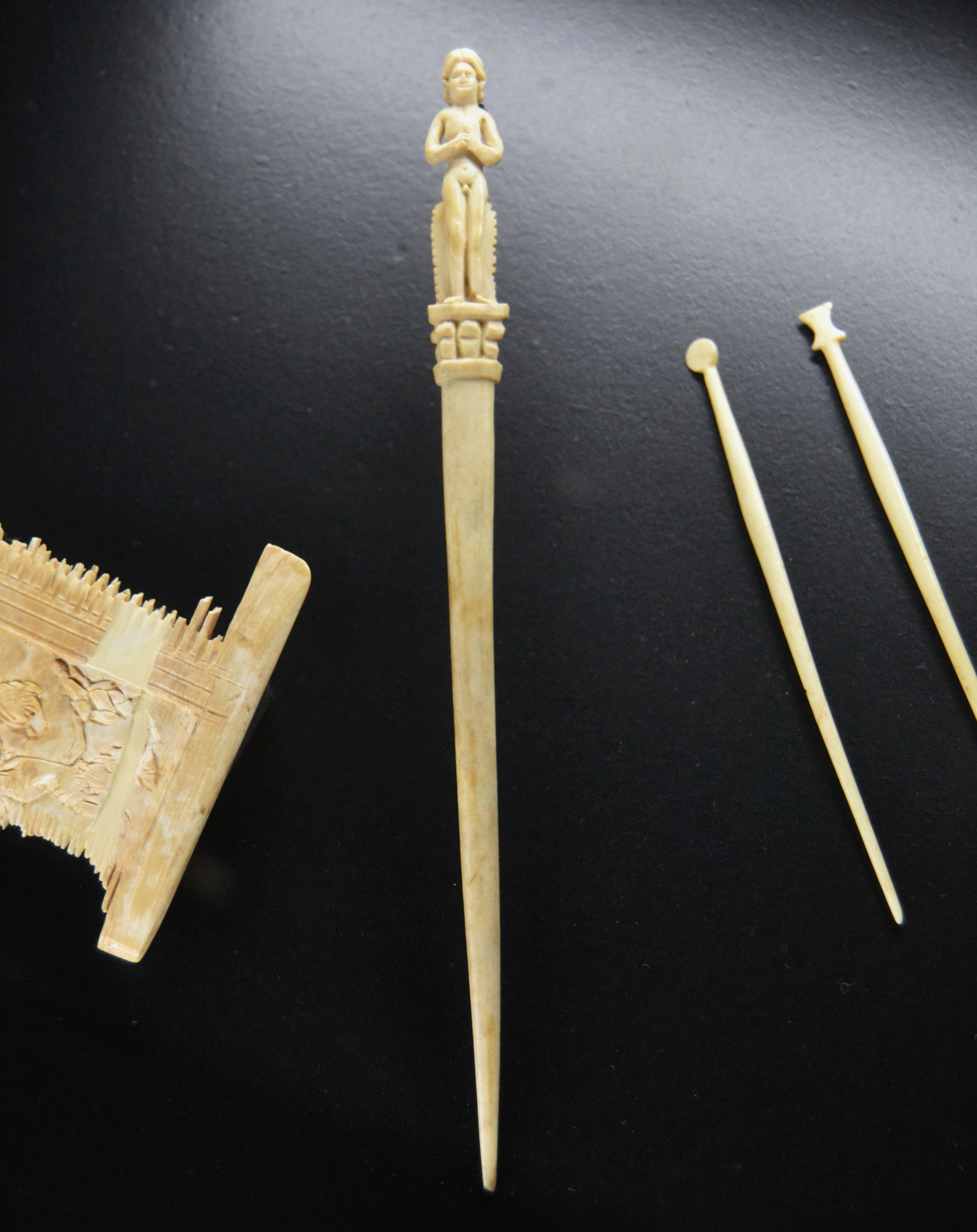
Художньо створені голки без отвору, Історичний музей, Валенсія.
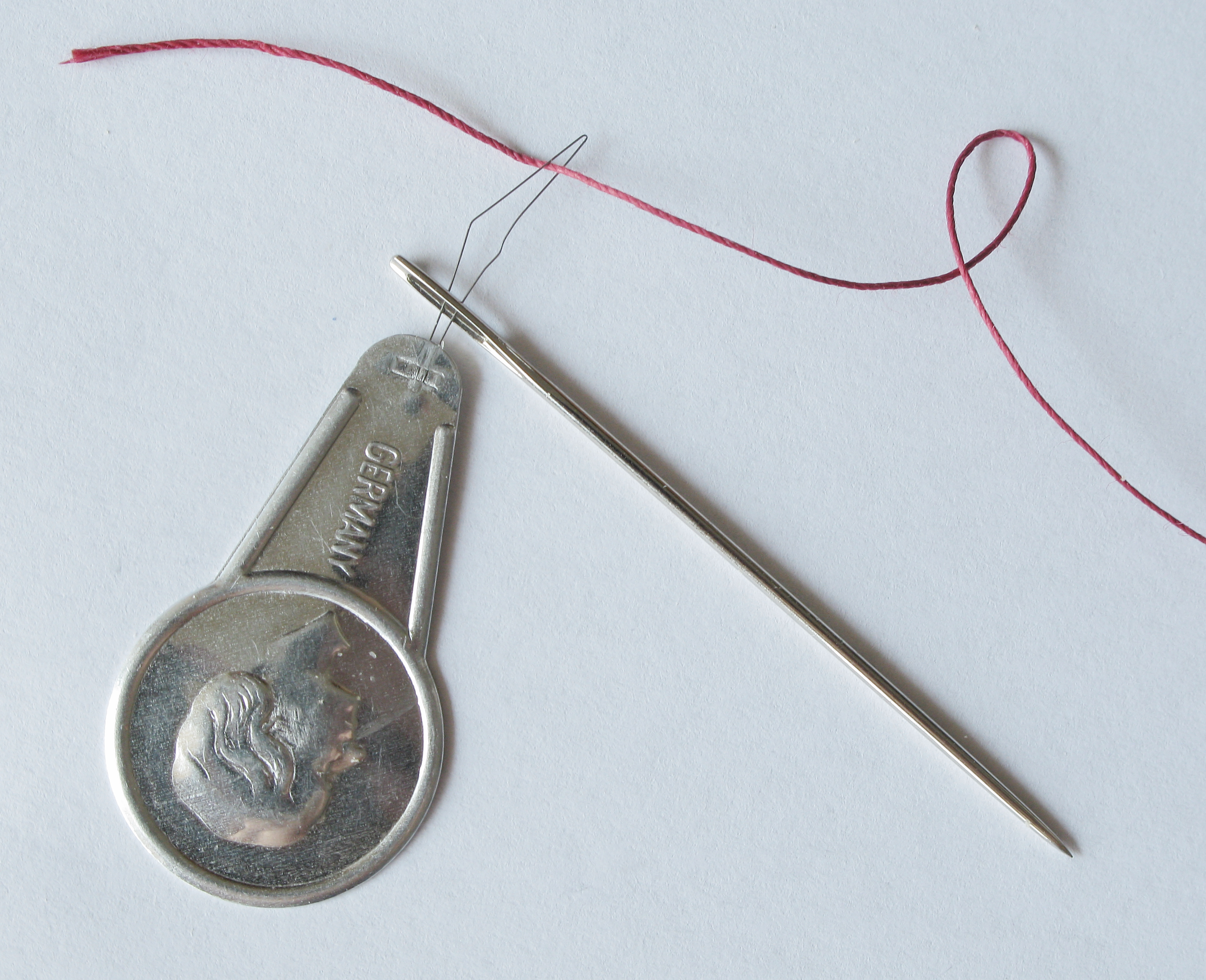
Пристрій для швидкого вдівання одної або декількох ниток (нитковсилювач)
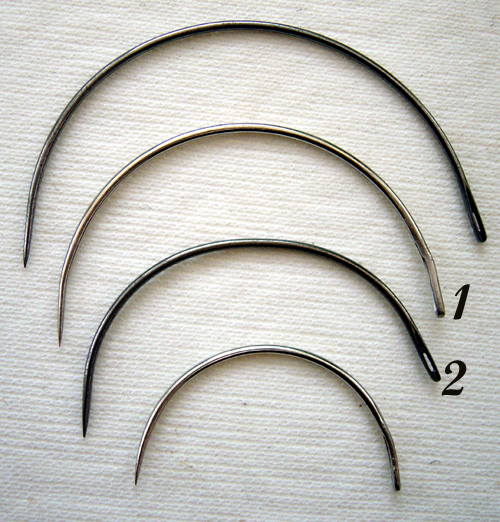
Голка заокруглена і хірургічна